# ميلدريد فاي جيفرسون
ميلدريد فاي جيفرسون (بالإنجليزية: Mildred Fay Jefferson)‏ (6 أبريل 1927 – 15 أكتوبر 2010) كانت طبيبة وناشطة سياسية أمريكية. وهي أول امرأة سوداء البشرة تتخرج في كلية هارفارد الطبية، وأول امرأة تتخرج باختصاص الجراحة في كلية هارفارد الطبية، وأول امرأة تصبح عضوًا في مجتمع بوسطن الجراحي، وتشتهر بمعارضتها لتشريع الإجهاض وبعملها رئيسة اللجنة الوطنية للحق في الحياة.

## حياتها الشخصية وتعليمها
وُلدت جيفرسون في بيتسبرغ، تكساس، وكانت الوحيدة لوالديها ميلارد وغوثري جيفرسون، وهو قسيس ميثودي ومعلم مدرسة. تطلق والداها قبل عام 1976 وعاشت في روكسبوري بعد طلاقهما. ترعرعت جيفرسون في كارتاغ، تكساس في تقاليد ويسلية كالفينية. تبعت «ميلي» في سن مبكرة طبيب البلدة على عربته التي تجرها الخيول في أثناء إجرائه زيارات منزلية مستعجلة، وكان ذلك ملهمًا لها لاحقًا لتصبح طبيبة.
حصلت على شهادة البكالوريوس خلال ثلاث سنوات من جامعة تكساس. ولأنها كانت صغيرة جدًا للالتحاق بكلية الطب، التحقت بجامعة توفتس حيث حصلت على درجة الماجستير في البيولوجيا. التحقت بعد ذلك بجامعة هارفارد وتخرجت في عام 1951، لتصبح أول امرأة سوداء البشرة تفعل ذلك.
تزوجت جيفرسون في عام 1963 بِشين كونينغهام، الذي التقته في رحلة تزلج، وهو مدير عقارات. عاش الزوجان ابتداءً من عام 1976 في باك باي ولم ينجبا أي طفل.

## مسيرتها المهنية
حصلت جيفرسون على شهادة البورد في الجراحة في عام 1972. بعد التخرج في كلية الطب، أجرت فترة تدريب جراحية في مشفى مدينة بوسطن، لتصبح أول امرأة تفعل ذلك. كانت أيضًا أول طبيبة أنثى في المركز الطبي لجامعة بوسطن. بحلول عام 1984، أصبحت جيفرسون جرّاحة عامة في المركز وأستاذة في الجراحة في كلية الطب لجامعة بوسطن. أصبحت لاحقًا أول امرأة تنال العضوية في مجتمع بوسطن الطبي.
قدمت العناية اللاحقة للجراحة بعد إحدى عمليات الإجهاض مع أنها لم تُجرِ أي عملية إجهاض بنفسها.

## عملها المناهض للإجهاض
كان التزام جيفرسون بقسم أبقراط الطبي، الذي يربطها أخلاقيًا بالحفاظ على الحياة، أحد الأسباب الرئيسية لمعارضتها للإجهاض. بدأ اهتمامها بقضايا الإجهاض عندما طُلب منها التوقيع على عريضة تعارض قرارًا مقترحًا من جمعية طبية أمريكية بدعم إطلاق القوانين المتعلقة بالإجهاض.
في عام 1970 تقريبًا، أصبحت جيفرسون واحدة من مؤسسي منظمة مواطني ماساتشوسيتس لدعم الحياة. ساعدت لاحقًا في تأسيس اللجنة الوطنية للحق في الحياة (إن آر إل سي). في عام 1971، أصبحت عضوًا في مجلس إدارة إن آر إل سي. أصبحت نائب رئيس اللجنة الوطنية للحق في الحياة في عام 1973 ثم انتُخبت في السنة التالية رئيسةً لمجلس الإدارة. انتُخبت ميلدريد في ذلك الوقت رئيسةً للجنة، وخدمت ثلاث دورات منذ عام 1975 وحتى عام 1978. كانت جيفرسون في الوقت نفسه تكتب عمودًا بعنوان «خطوط الحياة» في مطبوعات اللجنة الوطنية للحق في الحياة.
في عام 1975، كانت جيفرسون أول شاهدةٍ في المحاكمة على قضية القتل غير العمد الموجهة ضد كينيث إيدلين بسبب موقفه حول تشريع الإجهاض.
بدأت جيفرسون في عام 1980 بمساعدة اللجنة الوطنية للحق في الحياة في بدء لجنة عمل سياسي لأنها كانت تعتقد أنه من المهم جدًا الضغط على المرشحين المناهضين للإجهاض لنيل المناصب ودعمهم. في حين أنها كانت جمهورية، ساعدت الديمقراطيةَ إيلين مكورماك في الترشح للانتخابات الرئاسية للحزب الديمقراطي في عام 1976. بعيدًا عن اللجنة الوطنية للحق في الحياة، عملت جيفرسون في مجالس إدارة أكثر من 30 منظمة مناهضة للإجهاض.
يُعرف عن جيفرسون أيضًا تغييرها موقف رونالد ريغان حول الإجهاض من داعم لحق الاختيار إلى مناهض للإجهاض. كتب لها في إحدى الرسائل قائلًا: «لقد أوضحتِ بشكل غير قابل للنقاش أن الإجهاض هو سلب لحياة إنسان، أنا ممتن لك».